# 酢酸亜鉛
酢酸亜鉛(Zinc acetate)は、化学式Zn(CH₃COO)₂の塩である。通常、二水和物Zn(CH₃COO)₂・2H₂Oとして存在する。水和物も無水物も無色の固体で、化学合成や食品添加物に用いられる。酢酸と炭酸亜鉛または金属亜鉛の反応により生成される。食品添加物として用いる時のE番号は、E650である。

## 性質と構造
無水酢酸亜鉛では、4つの酢酸イオンの酸素原子が亜鉛イオンに配位した四面体構造をとる。各酢酸イオンは別の亜鉛イオンにも配位している。これと対照的に、二水和物は酢酸基が二座配位した八面体構造をとる。他の大部分の二酢酸金属塩水和物も同様である。

## 塩基性酢酸亜鉛
酢酸亜鉛を真空中で熱すると無水酢酸が失われ、塩基性酢酸亜鉛 Zn4O(CH3CO2)6を残す。このクラスタ化合物は、以下のような四面体構造を持つ。これは、対応するベリリウムの化合物とよく似ているが、Zn-Oの距離は、酢酸ベリリウムBe4O(OAc)6の1.63Åに対して1.97Åと若干広がっている。

## 応用

### 食品と医薬品
酢酸亜鉛は、風邪を治療するためのトローチとしても用いられる。3つの研究の平均で、酢酸亜鉛の服用によって風邪の罹患期間が42%短くなった。酢酸と亜鉛イオンの結合が弱いため全ての亜鉛が遊離することから、トローチ剤としては非常に有効である。酢酸亜鉛より効果的と考えられる亜鉛製剤も発見されている。これらのトローチは、クエン酸等のキレート剤の存在下で効用が減少する可能性がある。

酢酸亜鉛は、亜鉛欠乏症の治療にも用いられる。経口補給剤として、ウィルソン病の治療のために銅の吸収を阻害するためにも用いられる。さらにエリスロマイシン等の抗生物質とともに、軟膏・ローションの形で収斂剤としてにきびの治療に用いられる。痒み止め軟膏にも用いられている。
チューインガムでは、息の清涼剤や歯垢阻害剤として添加される。

### 工業的応用
工業的な応用には、木材保存、他の亜鉛塩、重合体の製造、酢酸エチレンの製造、染料の色止め剤、分析試薬等に用いられる。原子力発電所では、冷却水配管の被覆阻害剤に用いられる。